# Ліонель Террай

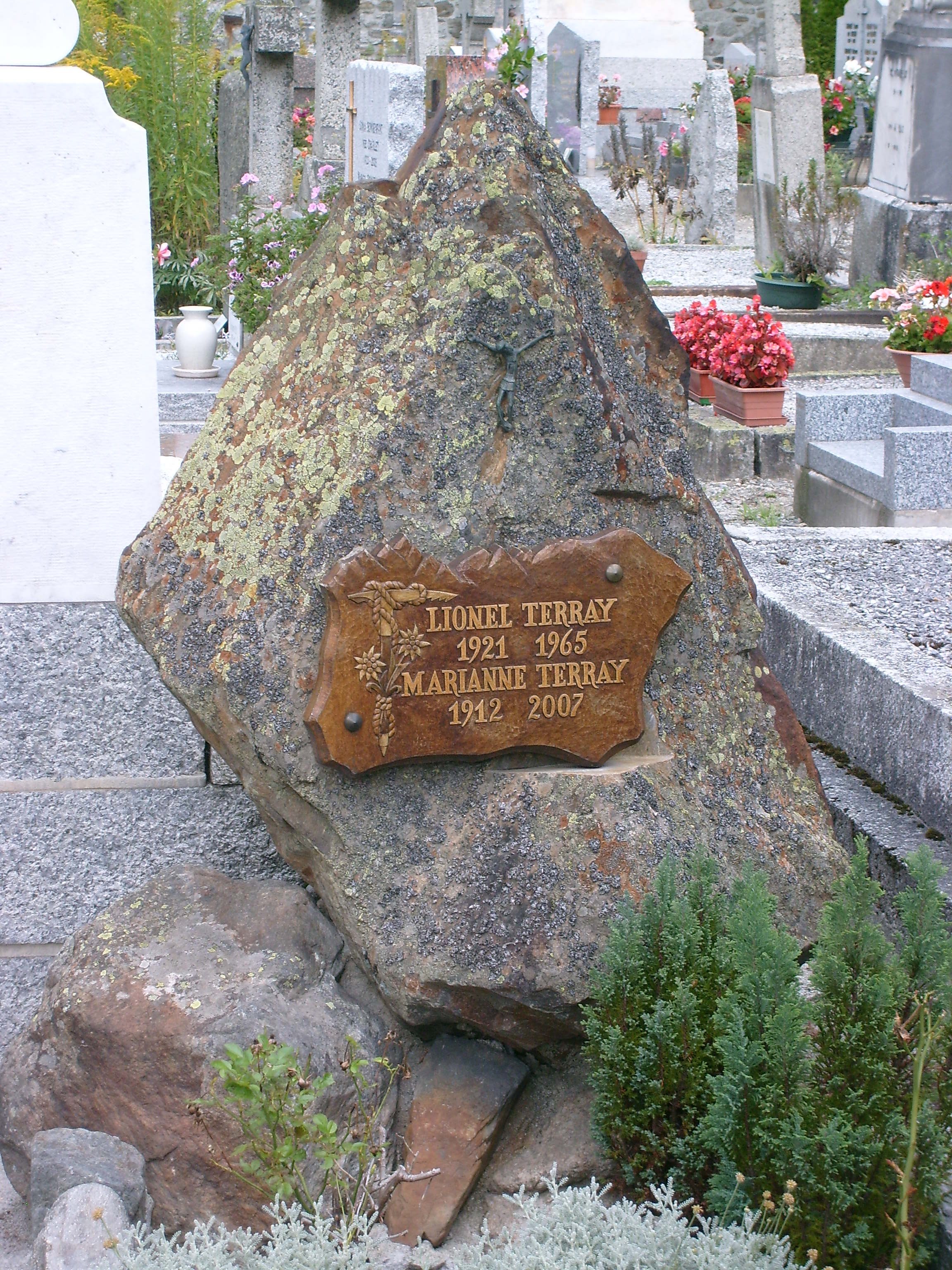
Могила Ліонеля и Маріанни Террай у Шамоні

Ліонель Террай(фр. Lionel Terray; 25 липня 1921, Гренобль — 19 вересня 1965, Веркор) — французький альпініст, гід та інструктор з гірських лиж.

## Біографія

### Дитинство
Народився в 1921 р. в Греноблі, в родині заможних буржуа. Батько Террая розбагатів, будучи власником хімічного заводу в Бразилії, але у 40-річному віці залишив бізнес, повернувся до Франції і зайнявся медициною. Мати Террая вивчала живопис і захоплювалася кінними походами по бразильських преріях. Обоє батьків були гарними лижниками, батько першим серед французів опанував стилем  телемарк. Коли Террай висловив бажання зайнятися скелелазінням, батьки стали проти, посилаючись на долю його двоюрідного брата Рене, що став калікою внаслідок нещасного випадку при сходженні.
У 12 років під час літньої поїздки до Шамоні умовив дочка господаря Жоржетту потайки здійснити сходження на досить складну вершину Дент-Жерар (фр. Dent Gerarde). У сорокарічному віці він згадував про це сходження так: «Напевно, я ніколи не був такий близький до смерті, як в той день». Під час наступної поїздки до Шамоні Террани найняв гіда, з яким пройшов кілька класичних гірських маршрутів, у тому числі траверс Грепона.
Незабаром батьки розлучилися, і Террай з матір'ю переїхали до невеликого будиночка в долині Шамоні. Террая влаштували в місцеву школу-інтернат. Однак вчився погано і одного разу навіть був залишений на другий рік, зате став першокласним лижником. Одного разу Террая запросили посеред навчального року брати участь в національному чемпіонаті Франції з лиж в Піренеях, але керівництво школи відмовилося його відпустити. Тоді Террай поїхав на змагання самовільно, розуміючи, що це буде коштувати йому виключення з школи. Батько, засмучений його ставленням до навчання, практично відмовився від сина.

### Воєнні роки
На початку Другої світової війни Террай вступив до молодіжної організації Jeunesse et Montagne, в якій в 1942 р. познайомився з  Гастоном Ребюффа. Вони разом здійснили кілька сходжень, в тому числі небезпечне, але блискуче перше сходження на вершину Коль-дю-Кайман (фр. Col du Caïman). Незабаром вони разом купили ферму в селищі Лез-Уш (фр. Les Houches), сподіваючись таким чином заробити грошей на заняття альпінізмом і лижами, проте в 1944 р. відмовилися від своєї затії.
У тому таки 1942 р. Террай одружився з Маріаною, вчителькою з Сен-Жерве-ле-Бен (фр. Saint-Gervais-les-Bains). Щоб прогодувати сім'ю, взимку він працював інструктором в лижній школі у Лез-Уш.
В останній рік війни Террай брав участь у боях з нацистами у складі гірського партизанського загону Compagnie Stephane.

### Гід в Шамоні
У 1945 р. Террая було прийнято до елітної Компанії гідів Шамоні. Навесні того ж року він познайомився з Луї Лашеналем, разом з яким влітку 1945 р. вони здійснили друге сходження на східну стіну Егюїй-дю-Муан (фр. Aguille du Moine), а потім цілу низку швидкісних сходжень по найважкіших маршрутах Європи, починаючи з Піка Уокера на гребені Гранд-Жорас. У 1947 р. вони удвох здійснили друге сходження на північну стіну Ейгера, а в 1949 р. за 7,5 год (втричі швидше, ніж попередній рекорд) підкорили північно-східну стіну Піц Баділе.
 Ліонель Террай, хоча і уродженець Греноблю, також працює провідником у Шамоні. Разом з Ляшеналем вони утворюють «чарівну» зв'язку. Перешкод для них не існує. — Морис Эрцог. Аннапурна

### Сходження на Аннапурну
У 1950 р. Террая, разом з Лашеналем і Ребюффа, було включено до складу французької гімалайської експедиції під керівництвом Моріса Ерцога, яка повинна була підкорити перший восьмитисячник. Основною метою експедиції була Дхаулагірі, альтернативною — Аннапурна.
Террай брав участь у невдалій розвідці східного льодовика Дхаулагірі і північно-західного ребра Аннапурни. Під час сходження на Аннапурну, будучи в гарній фізичній формі, забезпечував доставку спорядження у верхні табори, добровільно відмовившись від пропозиції Ерцога увійти з ним у штурмову в'язку. Під час сходження Ерцога і Лашеналя на вершину разом з Ребюффа залишався у верхньому штурмовому таборі, щоб наступного дня повторити сходження. Відшукавши Лашеналія, що заблукав на спуску, відмовився від планів підкорення вершини, щоб швидше спустити обморожених товаришів в базовий табір. Перед виходом помінявся черевиками з Лашеналем, чиї ноги розпухли настільки, що не влазили в його власне взуття. Під час спуску тимчасово втратив зір через « сніжну сліпоту», спустився до базового табору за допомогою  Марселя Шаца і шерпів.
 Поява Террая повна драматизму. Абсолютно осліпший, він іде навалившись на Анг-Тарке. Його обличчя, обрамлене величезною бородою, спотворене гримасою болю. Цей сильний чоловік, цей богатир, ледь пересуваючи ноги, вигукує: «Але у мене ще багато сил! Якби я міг бачити, я б спустився сам!» Нуаель та Удо приголомшені його виглядом. Завжди такий сильний, наскільки змучений і безпорадний він зараз! Це жахливе видовище перевертає їм душу. — Морис Эрцог. Аннапурна

### Життя після Аннапурни
У вересні 1950 р., через два місяці після повернення з Аннапурни, Террай з молодим напарником на ім'я Франсис Обер (Francis Aubert) зробив спробу сходження на нескорену і технічно дуже складну західну стіну вершини Егюїй-Нуар-Де-Пютерей. Проте ще на підході до підніжжя стіни Обер, що йшов без страховки, зірвався з обриву і загинув.
У 1952 р. разом з Гвідо Маньоне (Guido Magnone), французом італійського походження, зробив успішну експедицію на г.  Фіцрой в  Патагонії, вперше підкоривши цю технічно вкрай складну вершину по південно-східному гребеню. У журнальній статті Террай писав про це сходження: «З усіх сходжень, які я здійснив, саме на Фіцрої я майже впритул підійшов до межі своїх фізичних і душевних сил».
Незабаром після повернення до Франції Террай знову поїхав до Перу, спокусившись запрошенням двох багатих клієнтів-датців, геологів з Амстердамського університету (доктор Т. де Боойо і професор К. Егелер), у яких він був  провідником  в Альпах. Результатом експедиції була перемога над найвищою нескореної вершиною Центральних Анд, Хуантсан (6369 м).
У 1954 р. разом з товаришем по експедиції на Аннапурну  Жаном Кузі Террай здійснив рекогносцувальну експедицію на г. Макалу, попутно зробивши сходження на г. Чомо Лонзо (7790 м), А 15 травня 1955 р. в складі французької експедиції під керівництвом Жана Франко в зв'язці з Кузі підкорив і вершину Макалу (8481 м) по північному схилу.
У 1956 р. Террай з експедицією повернувся до Перу і підкорив щонайважчу вершину в Перуанських Андах, Чакрараху (6112 м), від сходження на яку перш відмовилися австрійські та американські альпіністи. Перед цим він здійснив важкі сходження на вершини Вероніка і Сорай, а відразу після підкорення Чакрараху — на дуже технічно складне сходження на вершину Таулліраху.
У 1957 р. Террай був одним з головних учасників масштабних рятувальних робіт на північній стіні Ейгера. Цій спробі врятувати альпіністів, що потрапили в біду, присвячена знаменита книга Джека Олсена «Сходження в Ад», в якій особливо відзначені досвід і мужність Террая.
У 1959 р. у складі французької гімалайської експедиції Террай брав участь у невдалій спробі сходження на гору Жанну (7710 м) і був змушений зупинитися, не дійшовши 300 м до вершини. У тому ж році під час рутинного траверсу льодовика Фресней в Альпах Террай і його клієнт були засипані уламками серака, що обрушився. Клієнт загинув одразу, а Террай опинився на дні ущелини під 5-метровим шаром крижаних брил. За допомогою ножа, льодового гака і молотка він за п'ять годин зумів самостійно вибратися на поверхню.
У липні 1961 р. видавництво Gallimard випустило у світ його автобіографічну книгу Les Conquérants de l'inutile, яку було перекладено англійською мовою два роки опісля.
У квітні 1962 р. Террай з експедицією повернувся до Гімалаїв і зійшов на вершину Жанну, до того часу нескорену. У тому ж році він здійснив сходження на східну вершину Чакрараху в Перу і на вершину Нілгірі в гірському масиві Аннапурни.
У 1964 р. Террай на чолі французької експедиції з 8 чоловік здійснив давно задумане сходження на г. Хантінгтон (3,731 м) на  Алясці по північно-західному ребру. Під час сходження Террай зірвався зі стіни, серйозно розтягнув сухожилля в лікті правої руки і був змушений спуститися в базовий табір. Проте 26 травня він, діючи однією здоровою рукою, все ж зійшов на вершину.

### Загибель
У 1965 р. Террай всерйоз взявся за відновлення навичок скелелазіння, підіймаючись у зв'язці з молодими альпіністами на невисокі скелі. 19 вересня в парі з 25-річним гідом з Шамоні Марком Мартінетті він зробив сходження по довгому, але не дуже складному маршруту в передгір'ї Альп на південь від Гренобля. Коли альпіністи не повернулися назад, на їх пошуки була вислана рятувальна партія. Тіла Террая і Мартінетті виявили біля підніжжя стіни. Вони як і раніше були пов'язані мотузкою. Судячи з того, що їх шоломи були розколоті, падіння сталося з висоти кількох сотень метрів.
Смерть Террая стала причиною національного трауру у Франції. Він похований в Шамоні, у Франції. Його ім'ям названо перехрестя в Шамоні.
19 вересня 1990 р. в селі Преленфрей неподалік місця загибелі Террая його товариші по батальйону альпійських стрільців встановили пам'ятну дошку.

## Твори
- Terray Lionel (1963). Les Conquérants de l'inutile. France: Victor Gollancz. ASIN B000HJRAVQ.
- Terray Lionel (1964). The borders of the impossible: from the Alps to Annapurna. Doubleday.
- Terray Lionel. Jean Franco (1965). Bataille pour Le Jannu. France: Gallimard. ISBN 2070102033.
- Terray Lionel, Geoffrey Sutton (перев.) (2000). Conquistadors of the Useless. Baton Wicks Publications. ISBN 1898573387.
- Vic Epatin, Lionel Terray. Les petits conquérants. Guérin, 2010. ISBN 2352210445